# Scinax eurydice
Scinax eurydice е вид жаба от семейство Дървесници (Hylidae). Видът не е застрашен от изчезване.

## Разпространение
Разпространен е в Бразилия (Алагоас, Баия, Еспирито Санто, Мараняо, Минас Жерайс, Параиба, Пернамбуко, Рио де Жанейро и Сержипи).

## Описание
Популацията на вида е стабилна.